# Richi Christen
Richi Christen (* 8. Januar 1962 in Oberrickenbach) ist ein ehemaliger Schweizer Grasskifahrer und Ski-Alpin-Trainer. Er war einer der erfolgreichsten Grasskifahrer der 1980er-Jahre, wurde dreimal Weltmeister, sechsmal Europameister und gewann dreimal die Gesamtwertung des Europacups. Nach seiner Grasski-Karriere war er ab 1989 Trainer im Schweizer Skiverband, unter anderem als Damen-Cheftrainer in der Abfahrt.

## Biografie
Christen wuchs in Oberrickenbach, einem Ortsteil von Wolfenschiessen, auf. Nach einer Lehre als Elektromechaniker arbeitete er bei den Flugzeugwerken in Emmen. Er begann zunächst mit dem Alpinen Skisport und feierte als Jugendlicher einige Erfolge auf regionaler Ebene. Zum Grasskisport wechselte er Ende der 1970er-Jahre, ab 1979 nahm er an Wettkämpfen teil. Erste grosse Erfolge erzielte er 1980, als er zwei Medaillen bei der Europameisterschaft in Davos und alle Wettbewerbe der Junioren-Europameisterschaft gewann.
In der Folge entwickelte sich Christen zu einem der erfolgreichsten Grasskifahrer der 1980er-Jahre. 1981 wurde er in Alberschwende zum ersten Mal Weltmeister im Slalom. Nach einer Silbermedaille im Riesenslalom 1983 – zwei Jahre zuvor war er in dieser Disziplin ausgeschieden – gewann er bei der Weltmeisterschaft 1985 in Owen zwei Goldmedaillen im Slalom und in der Kombination. Im Riesenslalom verpasste er als Vierter die Medaillenränge nur knapp. 1987 erzielte er in Nobeyama drei dritte Plätze im Slalom, im neu in das WM-Programm aufgenommenen Super-G und in der Kombination.
Noch erfolgreicher als bei Weltmeisterschaften war Christen bei den Europameisterschaften. Nach seinen ersten beiden Medaillen in Davos 1980 wurde er 1982 in Owen Europameister im Slalom und in der Kombination. 1984 gewann er in Gutenstein erneut zwei Goldmedaillen im Slalom und in der Kombination und zudem die Silbermedaille im Riesenslalom. Auch 1986 gewann er in Petersfield zwei Goldmedaillen, diesmal im Riesenslalom und in der Kombination, sowie die Silbermedaille im Slalom. 1988 kamen noch eine Silbermedaille im Slalom und eine Bronzemedaille in der Kombination hinzu. Mit diesen insgesamt sechs Gold-, vier Silber- und zwei Bronzemedaillen war Christen der erfolgreichste Teilnehmer an den von 1976 bis 1996 ausgetragenen Grasski-Europameisterschaften. Im Europacup ging Christen in den Jahren 1982, 1984 und 1986 dreimal als Gesamtsieger hervor. Zudem gewann er insgesamt zehn Schweizer Meistertitel.
Während seiner aktiven Grasskikarriere absolvierte Christen die Ausbildung zum Skilehrer und später die Sportlehrer-Ausbildung, die er 1989 abschloss. Er war im Winter als Skilehrer tätig und begann 1989 im Schweizer Skiverband als Assistenz- und Konditionstrainer im B-Kader der Alpinen Skirennfahrer. Ab 1992 war er Abfahrts-Assistenztrainer im Damen-A-Team und später Cheftrainer der Damen-Abfahrtsmannschaft. Seit 1998 lebt Christen mit seiner Ehefrau, mit der er zwei Kinder hat, in Meiringen. Seit 2000 arbeitet er als Produktmanager im Golfsport.

## Erfolge
- Drei Weltmeistertitel (Slalom 1981 und 1985; Kombination 1985) und weitere vier WM-Medaillen von 1981 bis 1987
- Sechs Europameistertitel (Slalom 1982 und 1984; Riesenslalom 1986; Kombination 1982, 1984 und 1986) und weitere sechs EM-Medaillen von 1980 bis 1988
- Dreifacher Junioren-Europameister 1980
- Dreimal Gesamtsieg im Europacup in den Jahren 1982, 1984 und 1986
- Zehn Schweizer Meistertitel